# Будинок на вулиці Дорошенка, 34 (Львів)
Будинок за адресою вулиця Дорошенка, 34 у Львові — багатоквартирний житловий триповерховий будинок, з магазинними приміщеннями на першому поверсі. Пам'ятка архітектури місцевого значення № 101.

## Історія
Зведений будинок у 1908 році, документів про ім'я архітектора не збереглось. У 1936 році проведено реконструкцію першого поверху під керівництвом архітектора Антонія Графа. До приходу радянської влади на першому поверсі був магазин меблів Бернфельда, за СРСР — ремонт взуття. Зараз тут магазин жіночої білизни «Libi» та кафе «Соки, води, кава».

## Архітектура
Триповерховий цегляний будинок, тинькований, зведений у стилі модерну в якому наявні елементи неокласицизму. Внутрішнє планування будинку секційного типу, початкове планування було анфіладного типу. Фасад будинку симетричний, перший поверх від другого відділяє профільована тяга. На другому поверсі по центрі над входом виступає балкон на ліпних кронштейнах, огородження балкону ліпне у вигляді балясин. На рівні другого та третього поверху вікна обрамлені півколонами з завершенням коринфського ордеру, над вікнами другого поверху трикутні сандрики, під вікнами вставки з балясин. Вікна третього поверху завершені лінійним сандриком, під ними полиці з кронштейнами. Завершується будинок профільованим карнизом на ліпних кронштейнах з великим виносом.